# Kintsugi
Kintsugi, poznat i kao popravak zlatom , jest japansko umijeće popravljanja polomljene keramike pomoću japanskog laka pomiješanog sa zlatnim prahom. Za razliku od u Europi prisutnih praksi koje teže sakrivanju ovog dijela povijesti nekog predmeta ovaj ga japanski postupak pretvara u kreativni čin kojim objekt opet može ispunjavati svoju prije oštećenja definiranu funkciju.

## Porijeklo
Kintsugi je postao usko vezan uz posude korištene za japansku čajnu ceremoniju. Po jednoj od teorija tehniku je smislio japanski šogun Ashikaga Yoshimasa, kada je krajem 15. stoljeća u Kinu poslao na popravak svoju oštećenu čajnu šalicu. Šalica se iz Kine vratila popravljena pomoću ružnih metalnih spajalica,što je pak japanske obrtnike potaklo da smisle kreativniji i ljepši način popravka ovakovih predmeta.Sakupljači čajnih posuda bili su toliko očarani tehnikom da su neki od njih sumnjičeni da su namjerno razbijali svoje posude kako bi bile popravljene ovom tehnikom'.

## Filozofija iza tehnike
Tehnika definitivno u sebe uključuje elemente japanske wabi-sabi filozofije prihvaćanja grešaka i nesavršenosti. Japanska estetika prihvaća sve znakove trošenja i uporabe nekog predmeta. Za njih lomljenje nekog predmeta ne označava i definitivan kraj njegove bilo funkcionalne bilo estetske opstojnosti i smislenosti .
Kintsugi također može korespondirati i s Nihongo (bez uma, iza uma) mentalnim stanjem, koje pak u sebe uključuje koncepte poput nevezanosti,prihvaćanja promjena, te sudbine kao aspekata ljudskog života.

## Tipovi spajanja
nekoliko je vodećih načina kintsugija:
- prvi,koristi zlatnu prašinu i orijentalni lak kako bi se spojilo dijelove predmeta, uz minimalno zapunjavanje i rekonstruiranje nedostajućih dijelova
- drugi, gdje neki od dijelova predmeta više ne postoje ili su izgubljeni, pa se i njih rekonstruira u smjesi laka i zlatnog praha
- treći,  gdje se umjesto nedostajućih dijelova koriste slično ali ne egzaktno jednako oblikovane zakrpe[11]

## Srodne tehnike
Spajanje metalnim kopčama srodna je i slična tehnika korištena za popravak polomljenih keramičkih predmeta , male se rupe izbuše u predmetu te se kroz iste provedu metalne kopče koje drže dijelove predmeta skupa. Ovaj je način spajanja korišten već u drevnoj Grčkoj,Engleskoj,Rusiji,te Kini i brojnim drugim zemljama.